# Colabo
一般社団法人Colabo（コラボ）は、若年被害女性等の支援を行っている法人である。
女子高生サポートセンター「Colabo」を開設して「若者と社会をつなぐきっかけの場づくり事業」を展開。困難を抱える女子中高生らに対し、SNSなどを通じた相談、衣食住に不自由する状態の少女への食事・物品提供、東京の渋谷や新宿に移動バスを出して10代少女の居場所をつくる「Tsubomi Cafe」（バスカフェ）などのアウトリーチ事業、一時シェルターによる緊急時の保護・宿泊支援、自立支援シェアハウスなどの生活支援活動を展開している。事務局は東京都新宿区歌舞伎町に置いている。
明治学院大学の大学生だった仁藤夢乃らが2011年5月に立ち上げた学生団体を母体とする。団体名の「Colabo」は人と人をつなぎコラボレーションすることで社会を活性化させる役割と、「communication」しながら新しいものを作り出す「labo」(研究室)といった意味が込められている。

## 活動内容
- アウトリーチ事業「Tsubomi Cafe」（バスカフェ）
- 相談事業
- 夜間巡回、夜の街歩きスタディーツアー
- 食事・物品提供
- 同行支援（職場見学、勉強会）
- 宿泊支援
- ユーススタッフによる活動（自助グループの運営）
  - 女子高生合宿、クリスマス会、年賀状書き、Colabo通信の発行
- 『難民高校生』1000冊贈ろうプロジェクト[5]
- 講演・研修会・ワークショップ
- 日本財団 ROAD PROJECT、赤い羽根共同募金後援[6]
- 女性人権センターKEYの運営[7]
  - 女性人権センターKEYの活動は、脱性売買相談所および性売買経験当事者ネットワーク灯火の運営などである[8]。性売買経験当事者ネットワーク灯火は、厚生労働省の「困難な問題を抱える女性への支援に係る基本方針等に関する有識者会議」にてヒアリング候補者として推薦された[9]。
- 婦人科や接骨院と連携した医療支援
  - 産婦人科医宋美玄の協力の下、「産婦人科医療の無料プロジェクト」を実施している[10]。さらに、国の補助金を利用して整体治療費を補助している[1]。

2021年度の実績としては、相談者1,672名・対応件数18,893回や、バスカフェ利用者数947名、食事提供1,535食などを報告している。
村木厚子元厚生労働事務次官が呼びかけ人を務める一般社団法人若草プロジェクトとも連携して活動している。

## 活動の経過

### 被災地の高校生支援団体として発足
仁藤夢乃は東日本大震災の発生3週間後から被災地の石巻市に入りボランティア活動をしていた。避難所で出会った高校生たちの「地域のために何かしたい」という思いに共感。東京・渋谷の女子高校生からも「（被災地のために）何かしたいけれど、できることは募金くらいしかなくてもどかしい」という声を聞いていた仁藤は、被災地の高校生らが東京の女子高生にウケる商品を開発し、売り上げの一部を支援金にする「支援金付商品」を思いつく。こうした具体的な活動が見えてきた2011年5月にColaboを立ち上げた。
Colaboがコーディネーターになって宮城県女川高等学校（女川町、2014年3月31日に閉校）の生徒会と地元企業大沼製菓（石巻市）が支援金付大福『たまげ大福だっちゃ』を共同開発して販売し、地域復興のために高校生が行う活動の資金として支援金が女川高校に寄付された。こうした活動は東北のメディアに注目され、Colaboは財団法人あしたの日本を創る協会の2012年度あしたのまち・くらしづくり活動賞「活動奨励賞」を受賞した。
仁藤は高校時代、家庭や学校に居場所がなく渋谷の街をさまよう「難民高校生」を経験しており、こうした活動によって自身が高校時代に望んでいた人とのつながりや協同の場をつくることで、新たな「難民高校生」やその「予備軍」を生まないという狙いもあった。

### 社団法人化・女子中高生支援団体へ
2013年3月、仁藤夢乃は明治学院大学を卒業したのに合わせ、「Colabo」を一般社団法人化した。活動の合い言葉として「すべての少女に衣食住と関係性を。困っている少女が暴力や搾取に行きつかなくてよい社会に」を提唱した。サポーター会員による会費や寄付金、財団などからの助成金、行政からの交付金などを元に女子中高生の支援活動を開始し、全国各地での講演活動などもしている。
こうした活動は民間による困難な問題を抱える若年女性への民間支援、伴走型支援の例として国会でも取り上げられ、2021年3月10日の衆議院法務委員会では、法務大臣の上川陽子がColaboについて「極めて寄り添い型のアプローチで取り組んでいらっしゃるということであり、今の日本の社会制度の中でも極めて重要な役割を担っている」と答弁している。

## 沿革
- 2011年
  - 5月 任意団体「Colabo」が設立。6月から女川高校、大沼製菓と支援金付大福『たまげ大福だっちゃ』の開発が始まり、9月に発売。
- 2012年
  - 『たまげ大福だっちゃ』の活動があしたの日本を創る協会主催の「24年度あしたのまち・くらしづくり活動賞」で振興奨励賞を受賞[18]。
- 2013年
  - 3月1日 任意団体「Colabo」を一般社団法人化
  - 4月 夜間順巡回・相談事業開始[19][20]
  - 7月 代々木高等学校渋谷サテライト教室、「夢の学校プロジェクト」（Colabo女子高等学院）を設立、高等学校卒業程度認定試験合格などを目指し料理や性教育の授業を採り入れた自立支援を開始[21][22]
- 2014年
  - 生活協同組合パルシステム東京から2014年度市民活動助成基金として500,000円[23]、全国労働者共済生活協同組合連合会から2014年全労済地域貢献助成事業助成金として288,600円[24][15]を調達
- 2015年
  - 4月27日 クラウドファンディングによるファンドレイジングサイトJapanGivingで一時シェルターの開設・運営資金を募る。1日のシェルター運営資金を3万円として夏以降に週1回程度からのオープンを計画、年365日開設を目指す[25]

- 2017年
  - 5月2日 主たる事務所を東京都新宿区新宿4-1-22 新宿コムロビル402に移転。
  - 中長期シェルターを増設し、職員を2名増員して支援体制を強化。
  - 公益財団法人 日工組社会安全研究財団から安全事業(広域)助成対象事業に認定される[26]。
  - 公益財団法人 お金をまわそう基金から助成団体に認定される[27]。
- 2018年
  - 10月6日、赤い羽根福祉基金の助成を受けて『TsubomiCafe』（10代女性無料のバスカフェ）をオープン[28]。
  - 東京都若年被害女性等支援事業（モデル事業）の受託を開始[29]
- 2019年
  - 7月、Colabo監事を務めていた打越さく良[30][31][32]が第25回参議院議員通常選挙で新潟県選挙区から当選。
  - 中央労働金庫の「中央ろうきん若者応援ファンド 2019」に選出され、100万円の助成金を授与される[33]。
  - 中長期シェルター4軒目を増設。『声掛けチーム』（10代の当事者メンバーによる）設立。

- 2021年
  - 9月30日、主たる事務所を東京都新宿区歌舞伎町2-1-2 HANROKUビル3階に移転[34]。
  - BONDプロジェクト、ライトハウスと共に初年度から東京都の委託団体に選出[29]。

- 2022年
  - 11月29日、Colaboと仁藤夢乃に対する誹謗中傷が過激化しているとして、代表的な投稿者と考えられ、ネット上で「暇空茜」と名乗る40代の男性に対して損害賠償と記事削除を求める訴訟を東京地裁に提起し、衆議院第二議員会館第1面談室にて、代理人弁護士らが参加して「Colaboとその代表仁藤夢乃に対する深刻な妨害に関する提訴記者会見」が開かれた[注 2][35][36]。

- 2023年
  - 1月4日、東京都に対する住民監査請求の結果、Colaboが東京都から受託している2021年度の若年被害女性等支援事業について、経費精算に一部不当な点があるとして都に再調査することと、過払いの委託料があれば返還を請求することなどを勧告した[37]。
  - 3月3日、東京都が再調査結果を発表。約192万円を経費と認めなかったが、経費2713万円の支出を確認し、委託費の返還請求をしないと結論[注 3]。
  - 3月14日、Colaboが東京都の40代男性らに活動を妨害されていると訴えた仮処分申し立てで、東京地方裁判所がこの男性のColaboへの接近や妨害活動を禁止する仮処分決定[40][41]
  - 6月1日、記者会見して2023年度は東京都の補助事業の公募に申請しなかったことを明らかにした[42]。

## 住民監査請求・情報開示請求
東京都は2018年度から2022年度まで若年被害女性等支援事業をColaboに委託していた。2022年11月2日、これについて暇空茜が「不正受給がある」などと主張して東京都に対して情報開示請求や住民監査請求を行った。
2023年1月4日、東京都監査委員は監査結果を公表し、「本事業の実施に必要な経費として法人A（注：Colabo）が台帳に記録した経費」に計上されていることを根拠に、暇空茜による請求の多くを「妥当でない」として退けた。一方で、委託事業の経費として計上するに当たり不適切な点があるもの・妥当性が疑われるものが認められたとも報告した。精算に不当な点が認められたことから、東京都福祉保健局に対し、本事業の実施に必要な経費の実績額を再調査・特定して客観的に検証可能なものとすること、過払いがあった場合は返還請求等の適切な措置を講じることを勧告した。
2023年3月3日、東京都知事が講じた措置が公表され、経費2713万円の支出及びその必要性などが認定された。委託費の上限2600万円を上回る経費がかかっていることが確認されたため、東京都はColaboに委託費の返還を求めることはなく、再調査を終了した。ただし、複数の事業を担当している税理士などの報酬を案分せず全額計上していたものや、誤記で過大に計上していたものなど約192万円を経費として認められず除外された。また、団体側から領収書の一部の提示がなされなかったことについて、仕様書の規定に反しているとして団体に対し改善を指示した。
2023年3月6日、Colabo及び同仁藤夢乃代表理事弁護団は「Colaboの会計処理に不正はないことが明らかになり、受託料の返還は一切求められませんでした」「Colaboは今後も女性のプライバシーを守りながら、若年女性支援継続のために最適な方法を模索してまいります」「委託契約の受託者としての市民への説明責任についても、東京都側と適切に協議していく所存です」などとする声明を発表した。
住民監査請求の結果を不服として、暇空茜は東京都に対して住民訴訟を起こした。

## 活動に対する妨害
前述の情報開示請求や住民監査請求に関する書き込みがSNSで広まった2022年末頃から、新宿区役所前で行う「バスカフェ」の開催時に、複数の男らがバスの周りで暴言や卑猥な言葉を叫んだり、出入りする少女を撮影したり、仁藤を10人ほどで囲むなどの妨害行為が激しくなった。そのため、東京地方裁判所に対して、妨害している東京都の自称YouTuberの40代男性について、Colaboへの接近や妨害活動を禁止する仮処分を申請し、2023年3月14日に東京地裁は仮処分命令を下した。仮処分の内容は、バスから半径600m以内での妨害、事務所への立ち入り、関係者への電話や面会の強制などを禁じるものであった。
2023年3月14日、事故の発生を懸念した東京都はColaboに対し、バスカフェを当面の間休止するよう提案したが、仁藤は同日の記者会見で、行政は妨害に屈するのではなく守るべきと主張した。支援者団体である「Colaboと仁藤夢乃さんを支える会」は休止要請の撤回を求める署名活動を行い、3月20日に1万711筆を東京都に提出したものの、都はColaboにバスカフェの中止を指示した。これに対し、支援者側は「都がトラブル防止の責任をColaboに押しつけて妨害者の嫌がらせに屈した」と主張し、都への抗議活動が行われた。2023年3月31日、厚生労働省は都道府県や市町村などに対し、若年被害女性等支援事業で事業の妨害が疑われるとして、妨害行為などへの対応や代替策の検討など適切な対応を求める通知を出した。Colaboは4月19日、およそ600ｍ離れた民間施設で、バスを使わない方式での支援活動を再開した。
2023年10月、暇空茜に影響されてColaboに対する誹謗中傷を繰り返し、その後に謝罪して和解が成立した40代の人物が、和解の条件に基づきジャーナリストのインタビューに応じ、中傷は「娯楽に近かった」「フォロワーを増やそうって思いました」などと動機を説明した。
2024年2月16日、警視庁新宿警察署は暇空茜が2022年9月に書いた「Colaboは10代の女の子をタコ部屋に住まわせて生活保護を受給させ、毎月一人6万5千円ずつ徴収している」という内容のnote記事がColaboに対する名誉毀損であるとして暇空茜を書類送検した。同年7月18日、東京地裁はColaboの名誉を毀損したとして暇空茜に計220万円の賠償と投稿の削除を命じる判決を下した。

## 役員
- 代表理事 仁藤夢乃 2015年4月3日重任
- 副代表理事 稲葉隆久 2015年4月3日重任
- 理事 奥田知志 2015年7月17日就任
- 理事 川村百合 2015年7月17日就任
- 理事 齋藤百合子 2015年7月17日就任
- 理事 細金和子 2016年12月17日就任
- 監事 打越さく良（2018年度まで）[30][64][32]
- 監事 中村剛（2019年度以降）[32]

2015年7月17日設定、2015年9月1日登記